# 背景灭绝率
背景灭绝率（英語：background extinction rate）指的是在没有人类活动影响的情况下，地球上各个地质年代物种的灭绝速率。背景灭绝率主要通过大型生物集群灭绝之间的生物灭绝速率推算得出。学者将背景灭绝率与当前灭绝速率比较，以此说明当前物种灭绝的速率大于生物自然灭绝的速率。
背景灭绝率在各个地质年代之间有不同的变化。不同生物种群的灭绝速率也不一致。